# Варахиил
Архангел Варахиил (на иврит: ברכיאל — „благословение Божие“, на гръцки: Βαραχιήλ) – в християнството (предимно в православната традиция), е архангел на Божието благословение – „чрез него се изпраща Божието благословение на всякое дело и на всяко добро житейско деяние“.
Името на този архангел е известно само от християнските предания. То не се среща в Библията (в това число в Евангелията). Споменава се в апокрифната Книга на Енох (3 Енох 14:17).
В православната иконография от XVIII-XIX век Варахиил се изобразява с цвете в ръка или с изрисувани по наметката му бели рози. В католическото изкуство, Варахиил се изобразява държащ кошница с хляб.
Православната църква почита архангела на празника „Събор на архистратиг Михаил и другите безплътни сили“ (Архангеловден) на 8 ноември.